# The Stooges
The Stooges (também conhecido como Iggy and The Stooges) foi uma banda de proto-punk norte-americana formada no final dos anos 60. The Stooges foi uma daquelas bandas de passagem meteórica que marcaram o nome na história da música. Iggy Pop, nome artístico de James Newell Osterberg, líder do grupo, tornou-se um ícone cultural pop nas últimas décadas. Ele tocou bateria nos grupos The Iguanas e The Prime Movers antes de montar o seu próprio, o The Stooges, em 1967, em Michigan, nos Estados Unidos.
A banda foi introduzida no Rock and Roll Hall of Fame em 2010. Em 2004, a Rolling Stone os classificou em 78º em sua lista dos 100 maiores artistas de todos os tempos. Em 2016, foi lançado o documentário Gimme Danger sobre a banda, dirigido por Jim Jarmusch, com estreia mundial no Festival de Cannes.

## História

### Primeiros anos (1967-1968)
A banda foi fundada no ano de 1967, por James Osterberg (mais conhecido como Iggy Pop, vocal) com o baixista Dave Alexander e os irmãos Ron (guitarra) e Scott Asheton (bateria). Naquela época, o The Stooges tocavam sob o nome de The Psychedelic Stooges e tocavam o ato de abertura de bandas como MC5. A primeira apresentação de muitas outras naquele ano foi na Universidade de Michigan, em pleno Halloween. Posteriormente o nome da banda foi abreviado para The Stooges.
As aparições da banda logo foram consideradas escandalosas e violentas, os shows eram cheios de performances, principalmente de Iggy, que se comportava de maneira estranha no palco. Ele gritava, contorcia o corpo, sujava-se com pasta de amendoim e carne crua, atirava-se na platéia e cortava o próprio corpo com pedaços de vidro. Os shows foram chamando a atenção, porque parte do público se identificava com as músicas e parte passava o show inteiro xingando os integrantes.

### A era da Elektra Records,The StoogeseFun House(1968-1971)
Em 1968, Danny Fields, da Elektra Records, estava em Detroit para ver o show do MC5 (a banda mais famosa na cidade na época) e acabou assistindo ao The Stooges também. Fields gostou do grupo e fechou um contrato para a gravação de três álbuns. O primeiro foi The Stooges, em 1969, produzido por John Cale (do Velvet Underground). Mesmo com alguns problemas durante a gravação, eles se acertaram e finalizaram o disco.
As vendas do disco não foram muito boas e, para piorar, Detroit passava por um período difícil, o desemprego crescia e parte da população deixava a cidade. Foi também nesta época que o consumo de drogas do grupo aumentou. O resultado foi a mudança para Los Angeles, onde eles gravaram o segundo disco pela Elektra. Eles moraram num lugar chamado Fun House  nome que foi parar no título do segundo trabalho, que saiu em 1970. Esse disco apresentava a banda com uma nova aquisição Steve Mackay saxofonista devoto dos improvisos de John Coltrane, que acabou por conduzir o Stooges por território jazzy e inesperado. Segundo o guitarrista Ron Asheton, a real intenção da banda, repassada ao produtor Don Gallucci, era reproduzir em estúdio o som de seu show na época. Todos os takes de Fun House surgiram a partir de jams, praticamente sem overdubs, tal qual fazia James Brown com sua banda. Após a gravação, o baixista Dave saiu do grupo, foi substituído por uma sucessão de novos baixistas, Zeke Zettner e James Recca, Durante esse tempo, a banda expandiu sua formação, adicionando um segundo guitarrista, o roadie Billy Cheatham, que foi rapidamente substituído por James Williamson que assumiu a guitarra.

### A era da Columbia Records e David Bowie,Raw Powere separação (1972-2001)
Fun House também fracassou nas vendas e desta vez a Elektra não quis arriscar um terceiro disco. Sem rumo, o grupo praticamente encerrava a carreira, enquanto Iggy Pop tentava se livrar do vício da heroína. Iggy conheceu David Bowie em setembro de 1971, e os dois se tornaram bons amigos. Bowie, então no auge de seu Ziggy Stardust não gostou nada do fim do grupo, e trouxe Iggy Pop e James Williamson para a Inglaterra e conseguiu um contrato com a Columbia Records, após inúmeras audições com músicos locais (com resultados insatisfatórios), A dupla tentou reconstituir o Stooges com músicos britânicos Iggy resolveu voltar atrás e convocar Ron e Scott novamente para a banda ,(esta "segunda escolha" irritou Ron Asheton, assim como sua mudança da guitarra para o baixo). E no começo de 1973, saia o terceiro disco, Raw Power assinado agora por Iggy And The Stooges. O álbum não deslanchou a carreira do grupo, mas foi recebido melhor do que os dois primeiros. A turnê do disco ainda rendeu um álbum ao vivo, Metallic K.O., lançado pela Sky Dog. Ele foi gravado na última apresentação do grupo, em fevereiro de 1974, no Detroit’s Michigan Palace.

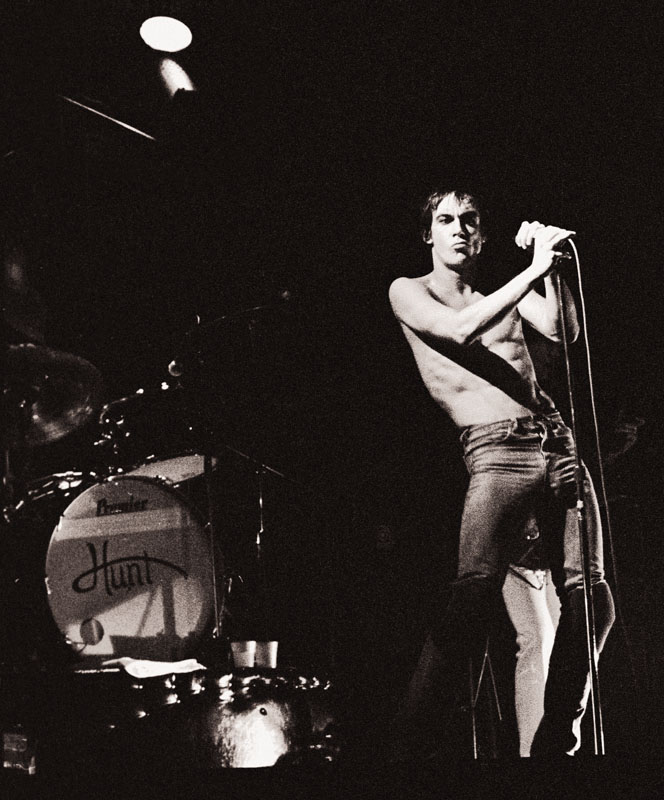
Iggy Pop se apresentando em 25 de outubro de 1977, no State Theatre, Minneapolis, Minnesota.

Depois do lançamento não teve mais jeito, a banda chegava ao fim. Iggy Pop começou a tocar com David Bowie e depois de passar por uma reabilitação, Pop embarcou em uma bem sucedida carreira solo em 1976, começando com os álbuns The Idiot e Lust for Life. Mudou-se para Los Angeles, Califórnia. Ron Asheton formou a banda de curta duração The New Order e mais tarde o Destroy All Monsters. James Williamson trabalhou com Iggy Pop como produtor e engenheiro durante sua carreira solo no início, Kill City e New Values são exemplo desta colaboração, mas começou uma longa pausa da indústria da música em 1980. Scott Asheton tocou Sonic's Rendezvous Band junto de Fred Smith, ex-guitarrista do MC5. O baixista Dave Alexander morreu de edema pulmonar relacionado com a sua pancreatite em 1975.
Mesmo sem sucesso comercial com os dois primeiros discos, o The Stooges se tornou influência para várias bandas underground, como Sonic Youth, Mudhoney e Ramones. Os discos fizeram sucesso anos após o lançamento, principalmente no final dos anos 70 e foram relançamentos remixados nas décadas seguintes.
Seria somente depois do novo milênio que Ron Asheton, Scott Asheton e Iggy Pop voltariam a tocar juntos novamente. Isto ocorreu quando Mike Watt, ex-baixista das bandas Minutemen e fIREHOSE, apresentou Ron Asheton ao J. Mascis, guitarrista de sua nova banda J. Mascis and the Fog. Mascis adorava o material dos Stooges e convidou Ron para excursionar com eles como convidado especial, fazendo ao final do show um set com The Fog tocando material dos Stooges. O resultado foi de agrado de todos, músicos e público, tanto que estendeu-se um convite para Scott Asheton assumir a bateria se ele assim o quisesse. Scott na mesma hora aceitou dizendo: "eu não conheço Watt ou Mascis mas se meu irmão gosta deles, devem ser boa gente".
Então foi no ano de 2001 que se iniciou a série de excursões nos Estados Unidos e Europa promovidas como J. Mascis & The Fog with Special Guest Ron Asheton. E ao unir Ron e Scott Asheton, tocando material dos Stooges, tem-se no palco uma explosão visceral que até então só se ouvira falar, mas que havia trinta anos ninguém mais ouvira. Steve Mackay, saxofonista da era Fun House, acabou se juntando a eles e as casas passaram a encher ainda mais. Havia cantores de outras bandas se convidando a cada noite para fazerem o papel de Iggy no set. Sabe-se de participantes como Evan Dando do Lemonheads e Bobby Gillespie do Primal Scream.

### Reunião e a morte de Ron Asheton (2003-2009)
Em 2003, aconteceu a grande surpresa: Iggy Pop anunciou uma reunião dos integrantes do The Stooges. Mike Watt ocupou a vaga de baixista deixada por Dave Alexander, que faleceu em 1975 de pneumonia. Eles fizeram alguns shows e gravaram quatro composições lançadas no mesmo ano no novo disco de Iggy Pop, Skull Ring. Com o sucesso das apresentações da banda, iniciaram uma turnê mundial, e se apresentaram inclusive no Brasil, em 2005 no Festival Claro q é Rock em São Paulo.
Em 2007, a banda lançou um álbum totalmente inédito The Weirdness tendo como produtor Steve Albini, que trabalhou com grupos como Pixies, Nirvana, PJ Harvey, Mogwai, Neurosis, Superchunk entre outros.
Em 6 de janeiro de 2009 foi reportada a morte de Ron Asheton, ele morreu aos 60 anos vítima de uma ataque cardíaco, foi encontrado em sua casa em Ann Arbor no dia 6, mas acredita-se que ele já havia falecido há alguns dias.

### Retorno de James Williamson e o fim do The Stooges (2009-2016)

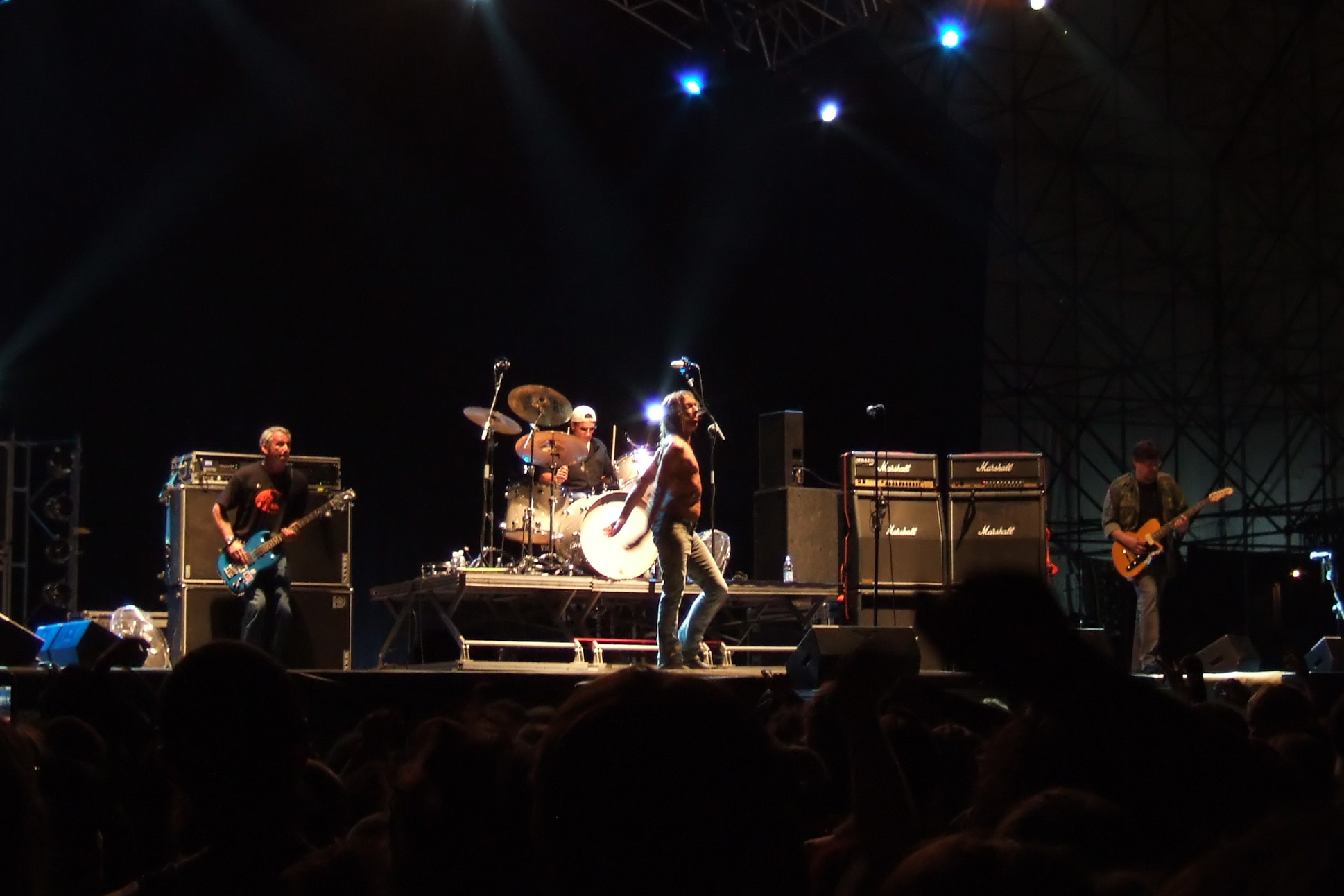
The Stooges ao vivo em Milão, Itália

Em outubro de 2009 foi publicado o livro "The Stooges: The Authorized and Illustrated Story" por Robert Matheu and Jeffrey Morgan pela editora Abrams. Ainda em 2009 foi anunciado o retorno de James Williamson à banda. James que havia largado a carreira artística por um emprego na Sony, retornou para o ramo da música, antes de entrar em turnê com o The Stooges fez alguns shows e ensaios com a banda Careless Hearts, um desses shows foi gravado e lançado em CD e DVD. Em novembro do mesmo ano o Stooges fez seu primeiro show com a nova formação no Festival Planeta Terra em São Paulo. O repertório foi composto por músicas do disco Raw Power (que a banda não tocava ao vivo desde 1974) e músicas da primeira parte da carreira solo de Iggy Pop.
Em 2010 a banda foi introduzida no Rock and Roll Hall of Fame depois de sete indicações, a cerimônia contou com a presença do ex-tecladista Scott Thurston. Em dezembro de 2010 o disco "Kill City" foi relançado com nova mixagem feita por James Williamson.
Em 2011 Scott Asheton ficou com a saúde debilitada tendo de ser substituído em alguns shows da banda por Toby Dammit. Com uma pausa da turnê devido aos problemas médicos de Scott, James aproveitou o tempo para iniciar a gravação do disco "Re-licked" que conta com versões de antigas músicas do Stooges com a participação de diversos cantores, incluindo Jello Biafra, Carolyn Wonderland entre outros. Em 2013, foi lançado pelo selo independente Fat Possum o disco Ready to Die, último disco de estúdio gravado pelos Stooges. O disco foi apresentado no festival SXSW no dia 13 de março.
Em 15 de março de 2014 Scott Asheton faleceu vítima de um ataque do coração recorrente de sua doença não divulgada. Iggy Pop afirmou em entrevistas que após a morte de Scott ficou insustentável a continuação da banda.
Em outubro de 2015 Steve Mackay faleceu aos 66 anos em decorrência de sepse. Uma campanha havia sido feita no site GoFundMe para angariar fundos para o tratamento de sua doença. O anúncio da morte foi feito por Iggy Pop em seu Site oficial. Em um show realizado na mesma semana no dia 16 em São Paulo no festival Popload, Iggy Pop tocou a música "Dum Dum Boys" em homenagem a Steve e aos outros integrantes falecidos do Stooges.
Em 22 de junho de 2016, o guitarrista Williamson fez uma declaração oficial para a banda dizendo que the Stooges não existem mais: "The Stooges acabou. Basicamente, todo mundo está morto, exceto Iggy e eu. Portanto, seria meio ridículo tentar fazer uma turnê como Iggy e o the Stooges quando há apenas um Stooge na banda e então você tem caras do lado. Isso não faz sentido para mim". Williamson também acrescentou que as turnês se tornaram chatas, e tentar equilibrar a carreira da banda e a de pop foi uma tarefa difícil.

## Estilo musical
O The Stooges é amplamente considerado como uma seminal banda de proto-punk e como instrumental no desenvolvimento do punk rock, rock alternativo, heavy metal e rock em geral. Nos anos antes do noise rock ser nomeado como um gênero musical, o The Stooges já combinavam o noise com o punk rock na mesma linha.

## Legado
- Os Sex Pistols gravaram o primeiro cover dos Stooges, "No Fun", em 1976. Isso apresentou o the Stooges a uma nova geração de públicos, especialmente no Reino Unido, onde então Pop estava baseado. Sid Vicious também tocou regularmente "I Wanna Be Your Dog", "Search and Destroy" e "Shake Appeal (Tight Pants)" em seus shows solo pós-Pistols. As duas primeiras dessas canções também aparecem em seu álbum Sid Sings.
- Sonic Youth fez o cover de "I Wanna Be Your Dog" em Confusion Is Sex, de 1983.
- Kurt Cobain, do Nirvana, listou Raw Power em 1º lugar em seu top 50 álbuns favoritos de todos os tempos em seus diários.[29]
- Em 1993, o Guns N' Roses fez um cover da música "Raw Power" em seu álbum The Spaghetti Incident?.
- O Red Hot Chili Peppers gravou um cover de "Search and Destroy" durante as sessões de Blood Sugar Sex Magik; a canção apareceu no lado B do single "Give It Away" e, mais tarde, no CD tributo a Iggy Pop, We Will Fall, na compilação do CD Under the Covers e na compilação do CD The Beavis and Butt-Head Experience. Eles também tocaram "I Wanna Be Your Dog" ao vivo.
- A banda de thrash metal Slayer fez o cover de "I Wanna Be Your Dog" em seu álbum de covers de 1996, Undisputed Attitude (batizando-o de "I'm Gonna Be Your God").
- Em 2004, a Rolling Stone classificou o The Stooges em 78º lugar em sua lista de 100 dos artistas mais influentes dos últimos 50 anos.[3]
- Em 2007, R.E.M. cantou "I Wanna Be Your Dog" com Patti Smith em sua indução ao Rock and Roll Hall of Fame.[30]
- Slash, do Guns N' Roses, incluiu The Stooges entre seus álbuns de estúdio favoritos.[31]
- Peter Hook incluiu o álbum ao vivo Metallic K.O. entre seus álbuns favoritos.[32]

## Integrantes
Última formação

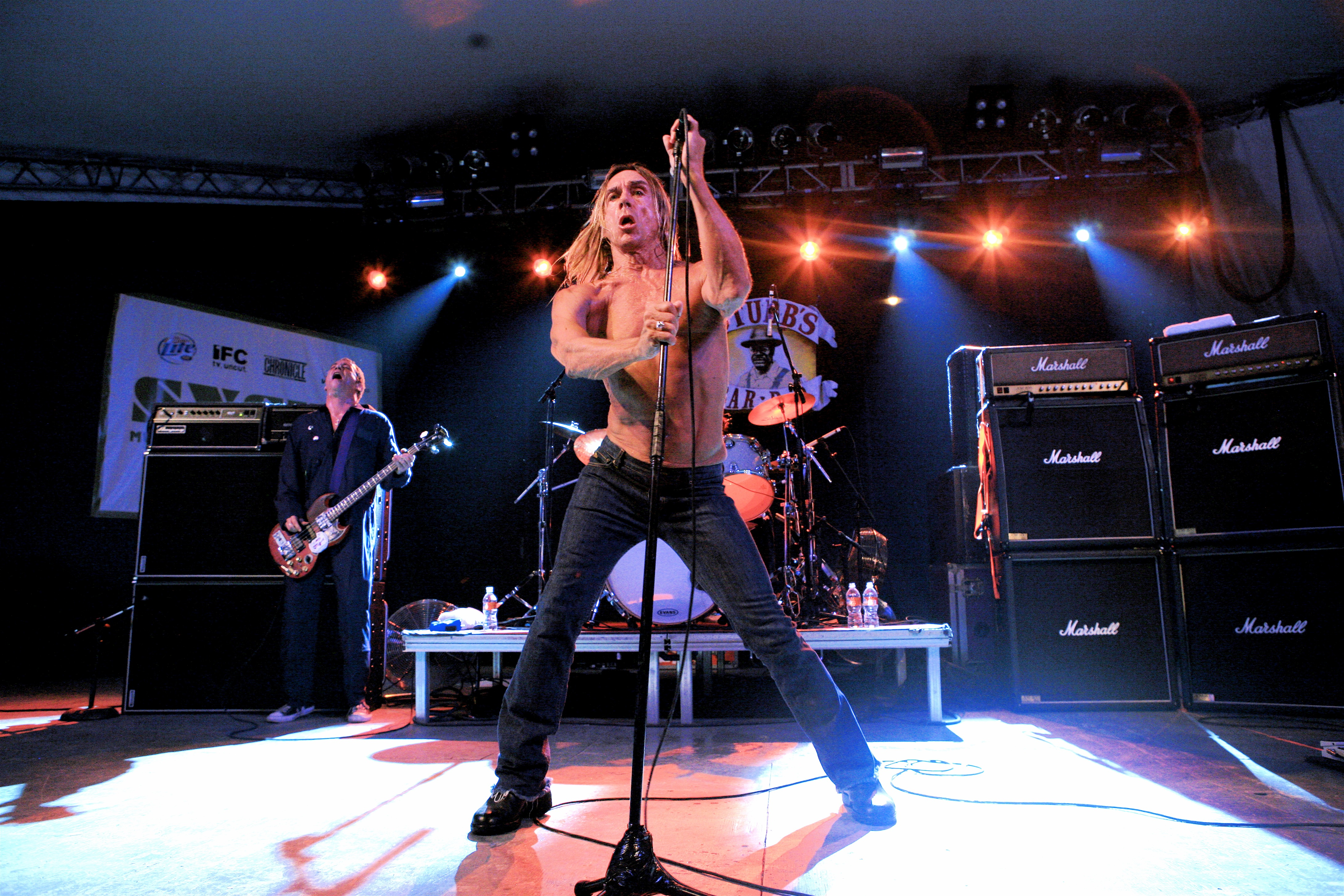
Iggy & The Stooges ao vivo (2007)

- Iggy Pop – vocal (1967–1971, 1972–1974, 2003–2016)
- James Williamson – guitarra (1970–1971, 1972–1974, 2009–2016)
- Mike Watt – baixo (2003–2016)
- Toby Dammit – bateria, percussão (2011–2016)

Ex-integrantes
- Scott Asheton – bateria (1967–1971, 1972–1974, 2003–2014; falecido em 2014)
- Ron Asheton – guitarra (1967–1971, 2003–2009), baixo (1972–1974; falecido em 2009)
- Dave Alexander – baixo (1967–1970; falecido em 1975)
- Steve Mackay – saxofone (1970, 2003–2015; falecido em 2015)
- Bill Cheatham – guitarra (1970; falecido no anos 90)
- Zeke Zettner – baixo (1970; falecido em 1973)
- Jimmy Recca – baixo (1971)
- Bob Sheff – teclado (1973)
- Scott Thurston – teclado (1973–1974; 2010, 2013 como convidado)
- Tornado Turner – guitarra (1973)

## Discografia

### Álbuns de estúdio
- 1969 - The Stooges
- 1970 - Fun House
- 1973 - Raw Power
- 2007 - The Weirdness
- 2013 - Ready to Die

### Álbuns ao vivo
- 1976 - Metallic K.O.
- 2005 - Telluric Chaos
- 2011 - Raw Power Live: In the Hands of the Fans

## Videografia

### DVD
- Live In Detroit — 2003
- Iggy & The Stooges reunion at Coachella! – 2003
- Escaped Maniacs – 2007
- Raw Power Live: In the Hands of the Fans – 2011
- Gimme Danger – 2016